# Hellamaa
Hellamaa är en by på ön Moon i Estland. Den ligger i Moons kommun och landskapet Saaremaa (Ösel), 120 km sydväst om huvudstaden Tallinn. Antalet invånare var 115 år 2011.
Hellamaa ligger på Moons östkust mot Storsund (estniska: Suur vän) som skiljer ön från estländska fastlandet. Byn ligger utmed Riksväg 10; 5 km öster om öns centralort Liiva och 5 km nordväst om Kuivastu varifrån färjorna till fastlandet utgår.